# Toxorhynchites speciosus
Toxorhynchites speciosus is een muggensoort uit de familie van de steekmuggen (Culicidae). De wetenschappelijke naam van de soort is voor het eerst geldig gepubliceerd in 1889 door Frederick Askew Skuse.